# Ullrich Kemmer
Ullrich Kemmer (* 18. März 1959 in Peine) ist ein deutscher Politiker. Von Dezember 2006 bis Januar 2008 war er Mitglied des Niedersächsischen Landtags. Er ist verheiratet und hat drei Kinder.

## Ausbildung und Beruf
Nach der Erlangung der Mittleren Reife machte Kemmer eine Ausbildung zum Landwirt und besuchte von 1977 bis 1979 die höhere Landwirtschaftsschule in Celle. Seit 1979 ist er als Landwirt in Edemissen tätig.

## Politik
Seit 1975 ist Kemmer Mitglied der Jungen Union und seit 1991 der CDU. Seit 1990 gehört er dem Ortsrat von Edemissen und seit 1991 dem Rat der Gemeinde Edemissen an. Seit 2001 ist er Vorsitzender der CDU-Ratsfraktion und Beigeordneter im Verwaltungsausschuss. Am 6. Dezember 2006 zog Kemmer für den ausgeschiedenen Hans Peter Thul in den Niedersächsischen Landtag ein, dem er bis Anfang 2008 angehörte. Seit 2016 ist Ullrich Kemmer Ortsbürgermeister von Edemissen.